# سیارک ۲۱۹
سیارک ۲۱۹ (به انگلیسی: 219 Thusnelda) دویست و نوزدهمین سیارک کشف شده‌است که در ۳۰ سپتامبر ۱۸۸۰ کشف شد.
قدر مطلق سیارک برابر ۹٫۳۲ است.